# Operation Livery
1941

Versenkung der Force Z 
1942

C –
Ironclad 
1944

Diplomat –
Cockpit –
Transom –
Councillor –
Pedal –
Crimson –
Banquet –
Light –
Millet –
Outflank –

ab 22. Nov. als British Pacific Fleet Robson 
1945

Lentil –
Meridian –
Suffice –
Stacey –
Transport –
Onboard –
Penzance –
Passbook –
Sunfish –
Bishop –
Dukedom –
Mitre –
Irregular –
Balsam –
Bedlam Green –
Collie –
Livery –
Jurist –
Tiderace
Die Operation Livery war ein Unternehmen der britischen Eastern Fleet (East Indies Station) unter dem Kommando von Vizeadmiral Sir Arthur Power während des Pazifikkriegs im Zweiten Weltkrieg.
Das Ziel war das Räumen von Seeminen aus den Gewässern um die Insel Phuket vor der Westküste des von Japan besetzten Thailands und Luftangriffe auf japanische Flugplätze auf der Kra-Landenge durchzuführen. Dies war Teil des Täuschungsplans Operation Zipper, um die Japaner glauben zu machen, dass eine Landung der Alliierten auf der Kra-Landenge erfolgen würde.

Dazu wurde in Trincomalee auf Ceylon die Force 63 unter dem Kommando von Vizeadmiral Harold Walker zusammengestellt. Die erste Gruppe bestand aus den Geleitflugzeugträgern Ameer und Empress, dem Schlachtschiff Nelson, dem Schweren Kreuzer Sussex und den Zerstörern Rotherham, Racehorse Paladin und Raider. Die zweite Gruppe bestand aus der 7. Minensuchflottille von Commander A. E. P. Doran mit der Pincher, Plucky, Rifleman, Squirrel und Vestal sowie den indischen Minenlegern Deccan und Punjab, die als Bojenleger Navigationsunterstützung leisteten.

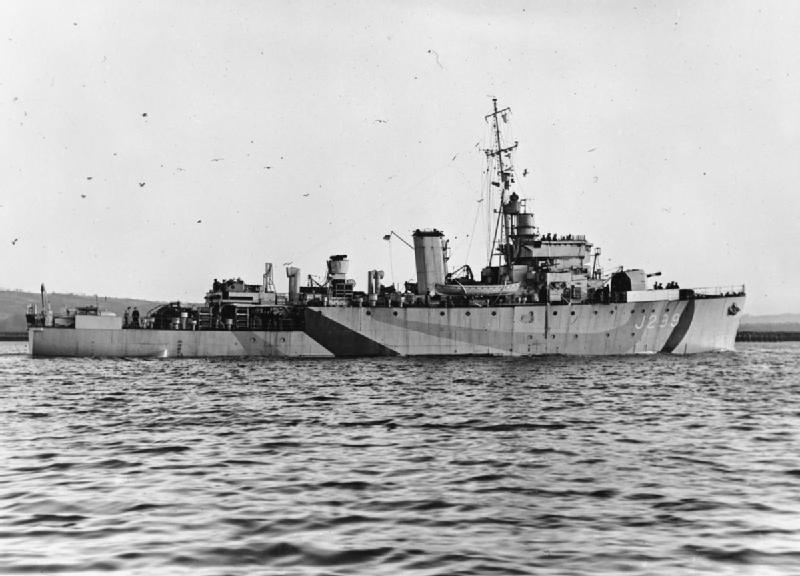
Der Minensucher Rifleman

Die Force 63 verließ Trincomalee in Ceylon am 19. Juli 1945. In der Nacht vom 22. auf den 23. Juli passierte sie den Sombrero-Kanal in den Nikobaren und traf am Morgen des 24. Juli vor Phuket ein. Insgesamt wurden infolge der am 24., 25. und 26. Juli durchgeführten Operationen 24 Minen etwa 27 Kilometer vor der Küste von Phuket geräumt.
Der Minensucher Squirrel wurde am 24. Juli am Bug von einer Mine getroffen. Sieben Matrosen verloren dabei ihr Leben. Rund zweieinhalb Stunden nach dem Auftreffen auf die Mine hatte das Schiff eine schwere Schlagseite. Die 62 Überlebenden der Mannschaft wurden auf den Zerstörer Rotherham übergesetzt, der kurz darauf das Schiff versenkte.
Die Geleitträger führten Vorstöße gegen den Isthmus von Kra und die Schiffe beschossenen Einrichtungen an Land. Die Hellcats flogen über 150 Einsätze, bei denen mehr als 30 japanische Flugzeuge zerstört werden konnten. Weiterhin wurden drei kleine Schiffe zerstört und elf weitere in der Gegend von Singora beschossen. Fünfzehn Lokomotiven konnten außer Betrieb gesetzt werden und rollendes Material auf dem Eisenbahnsystem zwischen Bandon und Dhung Song wurde beschossen und ein Lager in Huatsei bombardiert. Bei den Angriffen verloren die Briten eine Hellcat.
Die Operationen wurden in den folgenden zwei Tagen mit nur wenigen Zwischenfällen fortgesetzt, aber am 26. Juli um 18:30 Uhr erfolgte im Gegenzug der erste Kamikaze-Angriff gegen die Force 63.
Ein Mitsubishi Ki-51 Bomber wurde von der Flugabwehr abgeschossen und verfehlte den Geleitträger Ameer nur knapp. Ein Aichi D3A Sturzkampfbomber wurde auf dem Weg zur Sussex abgeschossen, die zwar von den Trümmern getroffen wurde, aber oberhalb der Wasserlinie nur einen leichten Rumpfschaden erlitt. Ein weiterer Sturzkampfbomber, der auf das Minensuchboot Plucky zusteuerte, drehte sich im letzten Moment und traf das Minensuchboot Vestal. Der Bomber explodierte mittschiffs und setzte das Schiff in Brand, wodurch das Schiff zu Kränken und zu sinken begann. Ein Großteil der Besatzung konnte das Schiff verlassen, bevor die Vestal explodierte und unter dem Verlust von 20 Besatzungsmitgliedern sank. Die Rotherham übernahm die Überlebenden und brachte sie anschließend auf des Schlachtschiff Nelson.
Um 22:30 Uhr verließ die Force 63 das Einsatzgebiet und nahm Kurs auf Trincomalee, wo sie am 29. Juli gegen 23:00 Uhr eintraf.
Die Operation Livery war die letzte Offensivaktion der britischen Eastern Fleet im Rahmen des Pazifikkriegs.